# Dorian Gregory
Pour les articles homonymes, voir Gregory.
Dorian Gregory est un acteur américain né le 26 janvier 1971 à Washington connu pour son rôle de l'inspecteur  Darryl Morris dans la série télévisée Charmed (1998-2006). 
En 2003, il a animé l'émission américaine, Soul Train jusqu'à l'arrêt de la production en 2006.

## Biographie
Dorian Gregory est né à Washington, dans le district de Columbia. Il a grandi à Cleveland, dans l'Ohio jusqu'à l'âge de neuf ans, après avoir déménagé avec sa famille à Los Angeles, en Californie. Il a commencé sa carrière d'acteur avec des petits rôles dans des séries comme Alerte à Malibu, Beverly Hills 90210, Sister, Sister. Il a joué son premier rôle principal dans Un privé à Malibu, où il appartenait à la distribution régulière de 1996 à 1997.
Dorian Gregory s'est fait connaître grâce à la série à succès Charmed, il interprète le rôle de l'inspecteur Darryl Morris, un policier ami des sorcières. Néanmoins, son personnage est retiré du casting pour la dernière saison à cause de restrictions budgétaires.
Il a un groupe de musique avec sa sœur, Mercedes Bey, appelé "MD Says", qui signifie "Mercedes et Dorian Says". Sa passion pour l'écriture a naturellement évolué dans la musique et a évolué vers l'écriture de pièces de théâtre et de scénarios de films, y compris une pièce de théâtre, Room Mates For Life.
Il pratique la boxe et la musculation. Il est diabétique depuis qu'il a neuf ans.
Il est impliqué dans de nombreuses associations humanitaires: il anime un show à la télévision qui soutient les écrivains noirs et sert de porte parole à une association anti-diabète. Il participe activement au programme Jeopardy, parrainé par le service de police de Los Angeles pour les jeunes à risque.
Un magazine l'a classé 29e chez les plus beaux célibataires américains.

## Filmographie
- 1995 : Sister, Sister (série télévisée) saison 2 - épisode 11 : Livreur
- 1995 : Hope and Gloria (série télévisée) saison 1 - épisode 12 : Dutch
- 1995 : Beverly Hills (série télévisée) saison 6 - épisode 1 : Garde
- 1995 : Living Single (série télévisée) saison 3 - épisode 13 : Mountie Robeson
- 1996 - 1997: Un privé à Malibu (série télévisée) saison 2 : Diamont Teague
- 1996 : The Steve Harvey Show (série télévisée) saison 1 - épisode 10 : Mountie Robeson
- 1996 : Loïs et Clark, les nouvelles aventures de Superman (série télévisée) saison 4 - épisode 20 : Commandant de Coup
- 1996 : Hangin' with Mr. Cooper (série télévisée) saison 4 - épisode 17 : Norman
- 1997 : Hangin' with Mr. Cooper (série télévisée) saison 5 - épisode 12 : Norman
- 1997 : The Apocalypse (it) d'Hubert C. de la Bouillerie (de)  : Lucius Johnson
- 1998 : Pacific Blue (série télévisée) saison 3 - épisode 5 : Karl Hunter
- 1998 : ADN, menace immédiate (série télévisée) saison 1 - épisode 10 : Karl Hunter
- 1998 : Moesha (série télévisée) saison 4 - épisode 8 :
- 1998 : Troisième planète après le Soleil (série télévisée) saison 4 - épisode 20 : Byron
- 1998 - 2005 : Charmed (série télévisée) : Insp. Darryl Morris (71 épisodes)
- 2003 : Deliver Us From Eva de Gary Hardwick : Lucius Johnson
- 2005 : Getting Played de David Silberg : Darrel
- 2007 : Las vegas (série télévisée) saison 5 - épisode 13 : Agent Miller
- 2008 : Show Stoppers de Barry Bowles : Juge Final
- 2009 : FBI : Portés disparus : homme (saison 7, épisode 21)
- 2013 : Deceitful : Mark
- 2015 : Trent & Tilly : Donovan Mcnabb (saison 3, épisode 1)
- 2016 : Marvel : Les Agents du SHIELD : Walter Thomas (saison 3, épisode 21)
- 2016 : Family Time : Mr. Jenkins (saison 4, épisode 2)
- 2017 : The Lurking Man de Jenn Page : Emerson
- 2018 : When It Comes Around de Dan Garcia : Nate / Willis
- 2019 : Trouver l’amour à Noël (Christmas Matchmakers) : Owen